# زعفرانی (فیلم ۲۰۱۹)
زعفرانی (به هندی: Kesari) فیلمی محصول سال ۲۰۱۹ و به کارگردانی آنوراگ سینگ است. در این فیلم بازیگرانی همچون آکشی کومار، پرینیتی چوپرا ایفای نقش کرده‌اند.